# Sven Erlander
Sven Bertil Erlander, född 25 maj 1934 i Halmstad, död 13 juni 2021 i Ryds distrikt i Linköping, var en svensk matematiker och akademisk ledare.

## Biografi

### Uppväxt
Sven Erlander föddes i Halmstad som son till Tage och Aina Erlander. Han växte upp i Alvik, Stockholm, där fadern var verksam som riksdagsledamot från 1932, statssekreterare från 1938 och statsråd från 1944. Åren 1946–1969 var Tage Erlander Sveriges statsminister och Socialdemokratiska arbetarepartiets partiledare. Sven Erlander var redaktör för faderns dagböcker från statsministeråren, som utgavs i bokform under åren 2001–2016.

### Akademiska studier och forskning
Erlander avlade filosofisk ämbetsexamen vid Stockholms universitet, och disputerade för filosofie doktorsgrad vid samma lärosäte 1968 på avhandlingen Optimizing nonlinear models of certain transportation and inventory systems. Redan innan han fullföljt sina forskarstudier blev han ordförande för forskningsgruppen inom statistik vid Institutionen för matematik, en post han innehade 1966–1971.
År 1971 lämnade Erlander Stockholm för att bli professor i optimeringslära vid det då nystartade Linköpings universitet. Han lade grunden för en ny forskningsgrupp i optimeringslära, och var framförallt verksam som expert på trafikmodellering. Han hade ett flertal statliga utredningsuppdrag och var ledamot i i kommittéer på temat trafiksäkerhet.

### Akademiskt ledarskap
Efter att tidigare ha lett forskningsgrupper vid Stockholms och Linköpings universitet fortsatte hans karriär som akademisk ledare genom att han blev prefekt för Matematiska institutionen 1973–1976, för att sedan bli dekanus för Linköpings tekniska högskola 1978–1983. När Linköpings universitet profilerade sin verksamhet och lanserade begreppet tvärvetenskap var Erlander en av förespråkarna och han var med om att införliva de naturvetenskapliga verksamheterna inom filosofisk fakultet vid Tekniska högskolan.
Åren 1983–1995 var Erlander universitetets rektor. Han invaldes 1983 in som ledamot av Ingenjörsvetenskapsakademien och blev senare Sveriges representant i den europeiska rektorskonferenser CRE. Under hans period som rektor mer än fördubblades både antalet studenter och professorer vid universitetet. Han tog aktiv del i att Hälsouniversitetet skapades och drev starkt på att universitet och högskolor skulle överta ansvaret för de då landstingskommunala vårdutbildningarna. Regeringen gav sitt stöd i frågan 1995, ungefär samtidigt som Erlander lämnade rektorsuppdraget.
Erlander har även framhållits som initiativtagare till satsningen på ett Campus Norrköping, samt som stöttepelare i arbetet med att bygga kårhuset Kårallen. Under hans ledning startade universitetets satsning på musikverksamhet. Han pensionerades 1999, men fortsatte att verka vid universitetet som professor emeritus knuten till matematiska institutionen.

### Privatliv
Sven Erlander var gift med teologie doktor Lillemor Erlander och de fick fyra barn tillsammans. Han hade en framträdande roll i Tage Erlanders fond för naturvetenskap och teknik samt i styrelsen för Erlandergården. Sven Erlander mottog 2009 Frödingstipendiet av landstinget i Värmlands län.  Han var hedersdoktor vid universitetet i Gdansk.